# Grave Desecrator
Grave Desecrator est un groupe brésilien de death metal, originaire de Rio de Janeiro.

## Histoire
Le groupe est formé en 1998 par le guitariste Élson Bueno aka Valak Necrogoat et le chanteur F. Mordor. Tous deux avaient déjà travaillé ensemble dans d'autres groupes auparavant. Peu après, le bassiste Rafael « Butcherazor » Guimarães rejoint le groupe. Le poste de batteur suscite l'intérêt de nombreux musiciens, mais aucun n'est retenu. Le 31 octobre 2001, la démo 01 est enregistrée avec le batteur de session Leonardo Pagani et publiée par Swords and Leather Records à un millier d'exemplaires. Le groupe ne joue pas en live, car il n'y a toujours pas de batteur attitré. Avec l'aide du batteur Gustavo « Adrameleck » Belo, l'EP Cult of Warfare and Darkness est enregistré en 2003 et publié sur le label allemand Ketzer Records avec un tirage de 500 exemplaires. Chez le label brésilien Hellspike Records, l'EP sort sous forme de cassette audio avec des enregistrements d'essai en bonus. 
Un peu plus tard, le groupe connait des problèmes internes, mais revient début 2006 pour enregistrer son premier album Sign of Doom, qui sort en 2008 chez Ketzer Records et Blood Harvest Records. Le mixage est effectué au Brésil par Leonardo Pagani, tandis que le mastering est réalisé par Andy Classen en Allemagne, aux Stage One Studios. Peu après l'enregistrement, F. Mordor entre en conflit avec les autres membres, ce qui le pousse à quitter le groupe. Le bassiste Guimarães joue alors de la guitare et reprend le chant, tandis que Bueno occupe désormais son poste. Renato « Black Sin and Damnation » Varjolo est engagé comme guitariste supplémentaire. En 2010, l'EP Primordial and Repulsive est publié sur le label américain Hells Headbangers Records. Peu après, un split avec Catacumba est publié sur le label allemand Necromancer Records. Vers la fin de l'année, le groupe part en tournée en Europe avant de sortir son deuxième album, Insult, chez Hells Headbangers Records pour les Amériques et chez Ketzer Records pour l'Europe. L'album attire l'intérêt de la presse spécialisée,,,,.
Le groupe part en tournée européenne en 2012 avant de se consacrer à l'enregistrement de leur prochain album. À cette période, ils sortent un DVD live de leur passage en France, intitulé Unblessed Bootleg Live in Bressuire – France. Mi-2016, l'album Dust to Lust suit chez Season of Mist. Après 8 ans sans sortie, le groupe publie son album studio Immundissime Spiritus le 12 mai 2023, attirant lui aussi l'intérêt de la presse spécialisée,.

## Style musical
Manedy Malon du Rock Hard décrit le style musical du groupe comme un mélange de black et death metal. Dans l'interview qu'il lui a accordée, Élson Bueno déclare que le groupe avait été influencé par le black metal européen vers 2001. Depuis, le groupe essaie de créer son propre style. Le groupe considère le metal comme un outil pour exprimer sa rébellion, ses visions de l'occultisme et du satanisme et ses opinions antireligieuses. On y trouve du black et du death metal avec des blastbeats agressifs et des grooves chaotiques. La batterie sonne toutefois souvent de manière déclenchée. À cela s'ajouteraient les « grosses pistes de guitare » et un chant profond et puissant. Les structures des chansons et les rythmes seraient variés. Martin Wickler du Metal Hammer écrit dans sa critique de Dust to Lust que l'album convenait aux fans de Sarcófago et des débuts de Sepultura. Pour lui, il s'agit d'un « anachronisme sonore, d'une adhésion inébranlable à des temps révolus depuis longtemps, lorsque la scène thrash a pour la première fois muté inexorablement vers le death metal ». Les chansons seraient généralement très simples, le jeu de batterie plutôt dépouillé et les guitares électriques réduites au strict minimum. Les solos de guitare rappelleraient un peu ceux de Kerry King.

## Discographie

### Albums studio
- 2008 : Sign of Doom (Ketzer Records)
- 2010 : Insult (Hells Headbangers Records pour les Amériques, Ketzer Records pour l'Europe)
- 2016 : Dust to Lust (Season of Mist)
- 2023 : Immundissime Spiritus

### Compilations
- 2011 : Deathspells Rising (compilation, Despise the Sun Records)
- 2012 : Unblessed Bootleg Live in Bressuire – France (album live, Sun and Moon Records)

### Splits et EP
- 2003 : Cult of Warfare and Darkness (EP, Ketzer Records)
- 2010 : Tombs on Fire (split avec Catacumba, Necromancer Records)
- 2010 : Primordial and Repulsive (EP, Hells Headbangers Records)
- 2013 : Bloody Deathcross (split avec Augrimmer, Helldprod Records)
- 2014 : Brazilian Ritual Second Attack (split-DVD avec Black Witchery, Impurity et Archgoat, Brazilian Ritual Records)
- 2016 : Musica de nuestra muerte (split avec Slaughtbbath, Hells Headbangers Records)

### Démo
- 2001 : Demo 01 (démo)